# Eleições municipais em São Luís em 1988
As eleições municipais em São Luís em 1988 ocorreram em 15 de novembro, como parte das eleições municipais em 24 estados brasileiros e nos  territórios federais do Amapá e Roraima. Neste caso foram eleitos o prefeito Jackson Lago, o vice-prefeito Magno Bacelar e 21 vereadores.
Nascido em Pedreiras, o médico Jackson Lago graduou-se na Universidade Federal do Maranhão, onde também lecionou. Diretor do Hospital do Pronto Socorro, em São Luís, foi secretário municipal de Saúde quando Epitácio Cafeteira administrou a cidade. Estreou na política via MDB ao eleger-se deputado estadual em 1974, sendo o líder da bancada oposicionista na Assembleia Legislativa. Derrotado ao disputar a prefeitura de Bacabal em 1976, figurou como primeiro suplente de deputado federal em 1978. Alinhado a Leonel Brizola e Neiva Moreira, pertence ao PDT desde 1980, assumindo a presidência do diretório estadual no ano seguinte. Embora não tenha sido eleito deputado federal em 1982, nem prefeito de São Luís em 1985, uniu-se ao presidente José Sarney para eleger Epitácio Cafeteira  governador do Maranhão em 1986, ano onde conseguiu a sexta maior votação nominal em todo o estado, mas não foi eleito deputado federal por falta de quociente eleitoral. Nomeado secretário de Saúde por Epitácio Cafeteira, deixou o cargo meses antes de eleger-se prefeito de São Luís em 1988.
Nascido em Coelho Neto, o advogado Magno Bacelar diplomou-se em 1962 pela Universidade Federal do Maranhão. Jornalista, fundou no ano seguinte o Sistema Difusora de Comunicação e dirigiu o Jornal do Dia e a TV Difusora. Eleito deputado estadual via PSD em 1962, ingressou na ARENA em 1966 e recebeu o apoio do MDB para tornar-se presidente da Assembleia Legislativa nesse ano, mas não disputou a reeleição. Durante o governo Pedro Santana, foi chefe de gabinete, subchefe e depois chefe da Casa Civil e secretário da Educação. Presidente do diretório municipal da ARENA em sua cidade natal, foi eleito deputado federal em 1974 e 1978, licenciando-se para assumir como secretário de Justiça no governo João Castelo. Após entrar no PDS, renovou o mandato em 1982, mas votou contra a Emenda Dante de Oliveira em 1984 e sufragou Paulo Maluf no Colégio Eleitoral em 1985.
Suas posições políticas nos estertores do Regime Militar de 1964 não impediram sua adesão ao PFL, onde disputou um mandato de senador via sublegenda em 1986, figurando como primeiro suplente ao fim da apuração. Em uma nova guinada política, ingressou no PDT e foi eleito vice-prefeito de São Luís na chapa de Jackson Lago em 1988. Com a vitória de Edison Lobão na disputa pelo governo do estado em 1990, foi efetivado senador, exercendo este mandato de maneira simultânea com o de vice-prefeito graças a uma permissão constitucional.

## Resultado da eleição para prefeito
Foram apurados 275.555 votos nominais (90,35%), 14.685 votos em branco (4,82%) e 14.743 votos nulos (4,83%), resultando no comparecimento de 304.983 eleitores.
| Candidatos a prefeito de São Luís | Candidatos a vice-prefeito   | Número | Coligação                                                 | Votação | Percentual |
| --------------------------------- | ---------------------------- | ------ | --------------------------------------------------------- | ------- | ---------- |
| Jackson Lago PDT                  | Magno Bacelar PDT            | 12     | União da Ilha (PDT, PMC, PCdoB, PSB, PSDB)                | 85.801  | 31,14%     |
| Carlos Guterres PMDB              | Nan Souza PFL                | 15     | Aliança Democrática de São Luís (PMDB, PFL, PJ, PND, PDC) | 84.636  | 30,71%     |
| Jairzinho da Silva PDS            | Emanoel Bernardino Lopes PMB | 11     | Resistência (PDS, PTB, PMB, PTR)                          | 56.367  | 20,46%     |
| José Heluy PT                     | José Maria de Souza PS       | 13     | Frente Democrática da Unidade Popular (PT, PS)            | 46.252  | 16,78%     |
| Edivaldo Holanda PL               | Raimundo Gomes de Lira PDC   | 22     | Espaço Popular (PL, PDC)                                  | 2.499   | 0,91%      |
| Fontes:                           |                              |        |                                                           |         |            |

## Vereadores eleitos
Representação eleita
  PFL: 7
  PDS: 4
  PDT: 2
  PL: 2
  PDC: 2
  PMDB: 1
  PT: 1
  PCB: 1
  PSDB: 1

Fonteː
| Candidatos a vereador  | Partido | Votação |
| ---------------------- | ------- | ------- |
| Raimundo Assub         | PFL     | 2.886   |
| Osvaldo Deco           | PFL     | 2.403   |
| José Lauande           | PMDB    | 2.370   |
| George Abdala          | PFL     | 2.356   |
| Kleber Gomes           | PT      | 2.301   |
| João Evangelista       | PDS     | 2.193   |
| Manoel Ribeiro         | PFL     | 2.090   |
| Phil Camarão           | PFL     | 1.993   |
| Benedito Pires         | PDS     | 1.919   |
| Chico Carvalho         | PFL     | 1.845   |
| Sebastião do Coroado   | PFL     | 1.808   |
| Lia Varela             | PDS     | 1.396   |
| José Joaquim           | PDS     | 1.369   |
| Marcelo Araújo Bezerra | PDT     | 1.265   |
| Nazaré Carvalho        | PDT     | 1.220   |
| Simone Macieira        | PCB     | 1.186   |
| Tadeu Palácio          | PL      | 1.178   |
| Luis Sabóia            | PSDB    | 1.152   |
| Samuel de Castro Sá    | PDC     | 1.128   |
| Pavão Filho            | PL      | 1.095   |
| Hugo Reis              | PDC     | 816     |
| Fontes:                |         |         |